# Nick Johnson
Nick Johnson, född 24 december 1985, är en kanadensisk professionell ishockeyspelare som 2015 spelar för Brynäs IF i SHL. Han har tidigare representerat Boston Bruins, Phoenix Coyotes, Minnesota Wild och Pittsburgh Penguins.
Johnson draftades i tredje rundan i 2004 års draft av Pittsburgh Penguins som 67:e spelare totalt.

## Spelarstatistik
| 2002–03    | St. Albert Saints              | AJHL       | 60  | 21 | 30 | 51 | 10 | —  | — | — | —  | — |
| 2003–04    | St. Albert Saints              | AJHL       | 51  | 35 | 36 | 71 | 33 | —  | — | — | —  | — |
| 2004–05    | Dartmouth Big Green            | ECAC       | 35  | 18 | 17 | 35 | 16 | —  | — | — | —  | — |
| 2005–06    | Dartmouth Big Green            | ECAC       | 33  | 15 | 10 | 25 | 24 | —  | — | — | —  | — |
| 2006–07    | Dartmouth Big Green            | ECAC       | 33  | 14 | 16 | 30 | 46 | —  | — | — | —  | — |
| 2007–08    | Dartmouth Big Green            | ECAC       | 32  | 10 | 25 | 35 | 20 | —  | — | — | —  | — |
| 2007–08    | Wilkes-Barre/Scranton Penguins | AHL        | 4   | 0  | 1  | 1  | 0  | 10 | 0 | 1 | 1  | 2 |
| 2008–09    | Wheeling Nailers               | ECHL       | 18  | 14 | 10 | 24 | 19 | —  | — | — | —  | — |
| 2008–09    | Wilkes-Barre/Scranton Penguins | AHL        | 56  | 14 | 17 | 31 | 30 | 12 | 4 | 6 | 10 | 8 |
| 2009–10    | Wilkes-Barre/Scranton Penguins | AHL        | 61  | 16 | 27 | 43 | 50 | 4  | 4 | 0 | 4  | 2 |
| 2009–10    | Pittsburgh Penguins            | NHL        | 6   | 1  | 1  | 2  | 2  | —  | — | — | —  | — |
| 2010–11    | Wilkes-Barre/Scranton Penguins | AHL        | 48  | 20 | 19 | 39 | 49 | —  | — | — | —  | — |
| 2010–11    | Pittsburgh Penguins            | NHL        | 4   | 1  | 2  | 3  | 5  | —  | — | — | —  | — |
| 2011–12    | Minnesota Wild                 | NHL        | 77  | 8  | 18 | 26 | 45 | —  | — | — | —  | — |
| 2012–13    | Idaho Steelheads               | ECHL       | 5   | 0  | 1  | 1  | 0  | —  | — | — | —  | — |
| 2012–13    | Portland Pirates               | AHL        | 14  | 3  | 6  | 9  | 13 | 3  | 2 | 1 | 3  | 9 |
| 2012–13    | Phoenix Coyotes                | NHL        | 17  | 4  | 2  | 6  | 0  | —  | — | — | —  | — |
| 2013–14    | Providence Bruins              | AHL        | 51  | 18 | 24 | 42 | 16 | 12 | 1 | 4 | 5  | 0 |
| 2013–14    | Boston Bruins                  | NHL        | 9   | 0  | 0  | 0  | 0  | —  | — | — | —  | — |
| 2014–15    | Växjö Lakers                   | SHL        | 55  | 17 | 21 | 38 | 14 | 18 | 5 | 4 | 9  | 8 |
| NHL totalt | NHL totalt                     | NHL totalt | 113 | 14 | 23 | 37 | 52 | —  | — | — | —  | — |